# Condado de Sioux (Iowa)
O Condado de Sioux é um dos 99 condados do estado norte-americano de Iowa. A sede do condado é Orange City, que é também a sua maior cidade. O condado tem uma área de 1991 km² (dos quais 2 km² estão cobertos por água), uma população de 33 704 habitantes, e uma densidade populacional de 17 hab/km² (segundo o censo nacional de 2010). O condado foi fundado em 1851 e recebeu o seu nome a partir da tribo ameríndia Sioux.